# Milivoje Novaković
Milivoje Novakovič (18 de mayo de 1979 en Liubliana) es un exfutbolista esloveno, que jugó en el NK Maribor de la Primera Liga de Eslovenia y en la Selección de fútbol de Eslovenia.

## Selección nacional
Fue internacional con la Selección de fútbol de Eslovenia, ha jugado 80 partidos internacionales y ha anotado 32 goles.

### Participaciones en Copas del Mundo
| Mundial                        | Sede      | Resultado    |
| ------------------------------ | --------- | ------------ |
| Copa Mundial de Fútbol de 2010 | Sudáfrica | Primera fase |

## Clubes
| Club                  | País      | Año         |
| --------------------- | --------- | ----------- |
| DSG Klopeinersee      | Austria   | 1999-2000   |
| SAK Klagenfurt        | Austria   | 2000-2002   |
| ASK Voitsberg         | Austria   | 2002-2003   |
| SV Mattersburg        | Austria   | 2003-2004   |
| LASK Linz             | Austria   | 2004-2005   |
| Litex Lovech          | Bulgaria  | 2005-2006   |
| Colonia               | Alemania  | 2006-2014   |
| Omiya Ardija (cedido) | Japón     | 2012-2013   |
| Shimizu S-Pulse       | Japón     | 2014- 2015  |
| Nagoya Grampus        | Japón     | 2015 - 2016 |
| NK Maribor            | Eslovenia | 2016 - 2017 |